# Lower Sackville
Lower Sackville est une communauté suburbaine de Halifax en Nouvelle-Écosse.
Sa population était de 21 379 habitants en 2022.
Avant la colonisation par les européens en 1749, la région était occupée par les peuples autochtones Micmacs. En août 1749 le capitaine John Gorham (en) y établit un fort, appelé Fort Sackville (en), dont le nom vient du vicomte George Sackville Germain (1716-1785).